# Джефф Горн
Джефф Горн (англ. Jeff Horn; 4 лютого 1988, Брисбен) — австралійський професійний боксер, чемпіон світу за версією WBO (2017-2018) у напівсередній вазі.

## Аматорська кар'єра
На чемпіонаті світу 2011 програв у другому бою Евертону Лопесу.
На Олімпійських іграх 2012 переміг Гілберта Чумбе (Замбія) і Абдерразака Хоуя (Туніс), а у чвертьфіналі програв Денису Берінчику (Україна) — 13-21.

## Професіональна кар'єра
Впродовж 2013-2016 років Горн провів 17 поєдинків, в яких здобув 16 перемог і один бій звів внічию.

### Горн проти Пак'яо
2 липня 2017 року вийшов на бій проти чемпіона світу за версією WBO у напівсередній вазі Менні Пак'яо. Перемогу з рахунками 117-111 і 115-113 (двічі) одностайним рішенням суддів здобув Джефф Горн, відібравши у філіппінця звання чемпіона. Але багато спеціалістів піддали критиці такий результат, підкреслюючи, що Пак'яо зробив достатньо для захисту титулу. У WBO вирішили провести власний аналіз поєдинку, але відмовилися змінити рішення стосовно переможця бою.

### Горн проти Кроуфорда
9 червня 2018 року в другому захисті титулу Джефф Горн вийшов проти Теренса Кроуфорда (США). Бій закінчився технічним нокаутом австралійця у 9-му раунді. Горн отримав першу поразку і втратив титул чемпіона.